# Degithina hersilia
Degithina hersilia är en stekelart som först beskrevs av Cameron 1898.  Degithina hersilia ingår i släktet Degithina och familjen brokparasitsteklar. Inga underarter finns listade i Catalogue of Life.